# Syskonsjöborrekaktus

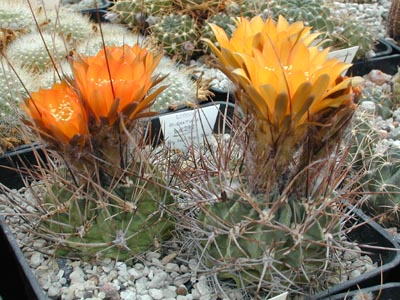

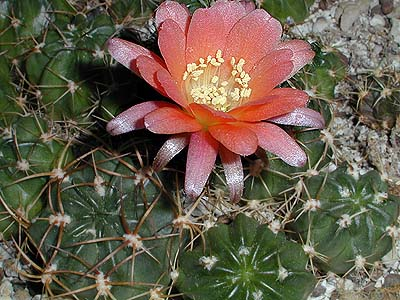

Syskonsjöborrekaktus (Echinopsis pentlandii) är en extremt mångformig art i familjen kaktusväxter från Anderna i södra Peru och norra Bolivia. Stammarna bildar kuddliknande bestånd, de är klot- eller något cylinderformade, ofta något tillplattade med 12–15 ribbor. Taggar mycket varierande. Centraltagg ensam eller saknas, 3–9 cm lång. Radiärtaggar 5–15,  bakåtkrökta, gulbruna, till 3 cm långa. Blommor kort trattlika, i varierande färger från purpurrosa till rött, orange eller gult, ofta med blekt svalg, vanligen 4–6 cm långa och 1 cm i diameter. 
Extremt mångformig, vilket har resulterat i en djungel av namn. Fältstudier har dock visat att inga förtjänar rang av underart.
Namnet pentlandii är sprunget från den irländske naturvetaren Joseph Barclay Pentland.
Lättodlad krukväxt som skall placeras i fullt solljus under hela året. Vattnas ungefär en gång per vecka april–maj till oktober. Vid mycket varm väderlek kan mera vatten ges. Ge kvävefattig gödning i små doser. Övervintras svalt och torrt under november–mars. Temperaturen bör ligga på 10 °C. Utan sval vintervila blommar inte kaktusen.

## Synonymer
Arten är populär bland kaktusodlare och säljs ofta under någon av sina synonymer:
- Echinocactus pentlandii  Hook. 1844
- Echinopsis pentlandii  (Hook.) Salm-Dyck ex A.Dietrich 1846
- Lobivia pentlandii  (Hook.) Britton & Rose 1922
- Echinopsis scheeri  Salm-Dyck 1850
- Lobivia scheeri  (Salm-Dyck) Rausch 1992
- Lobivia boliviensis  Britton & Rose 1922
- Lobivia higginsiana  Backeb. 1933
- Lobivia wegheiana  Backeb. 1933
- Echinopsis hardeniana  Boed. 1935
- Lobivia hardeniana  (Boed.) Boed. ex Backeb. & F.M.Knuth 1935
- Echinopsis pentlandii subsp. hardeniana  (Boed. ex Backeb. & F.M.Knuth) G.Navarro 1996
- Lobivia argentea  Backeb. 1935
- Lobivia leucorhodon  Backeb. 1935
- Lobivia leucoviolacea  Backeb. 1935
- Lobivia raphidacantha  Backeb. 1935
- Lobivia varians  Backeb. 1935
- Lobivia schneideriana  Backeb. 1937
- Lobivia aculeata  Buining 1941
- Lobivia lauramarca  Rauh & Backeb. 1957
- Lobivia brunneo-rosea  Backeb. 1957
- Lobivia titicasensis  Cardenas 1959
- Lobivia aurantiaca  Backeb. 1959 nom. inval.
- Lobivia johnsoniana  Backeb. 1959
- Lobivia multicostata  Backeb. 1963 nom. inval.
- Lobivia larae  Cardenas 1964
- Echinopsis pentlandii subsp. larae  (Cardenas) G.Navarro 1996
- Lobivia omasuyana  Cardenas 1965